# Serratella levis
Serratella levis är en dagsländeart som först beskrevs av Francis Day 1954.  Serratella levis ingår i släktet Serratella och familjen mossdagsländor. Inga underarter finns listade i Catalogue of Life.